# Witold Zglenicki

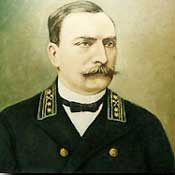
Witold Zglenicki

Witold Zglenicki (en ruso: Витольд Згленицкий; Stara Wargawa, Zarato de Polonia, 6 de enero de 1850 - Bakú, Imperio ruso, 6 de julio de 1904) fue un geólogo y filántropo polaco.
Nacido en Stara Wargawa, Witold Zglenicki fue uno de los exploradores de los pozos petrolíferos en el Cáucaso y pionero en la extracción de petróleo del fondo del mar. Dirigió el temprano desarrollo de la industria petrolera en el puerto de Bakú de Azerbaiyán, por aquel entonces bajo presencia rusa. También patrocinó una fundación para el desarrollo de la cultura y la ciencia en Polonia que le valió la reputación de "Nobel de Polonia". Falleció en Bakú y fue enterrado en la localidad de Wola Kiełpińska, cerca de Varsovia.